# 普羅尼亞河 (索日河支流)

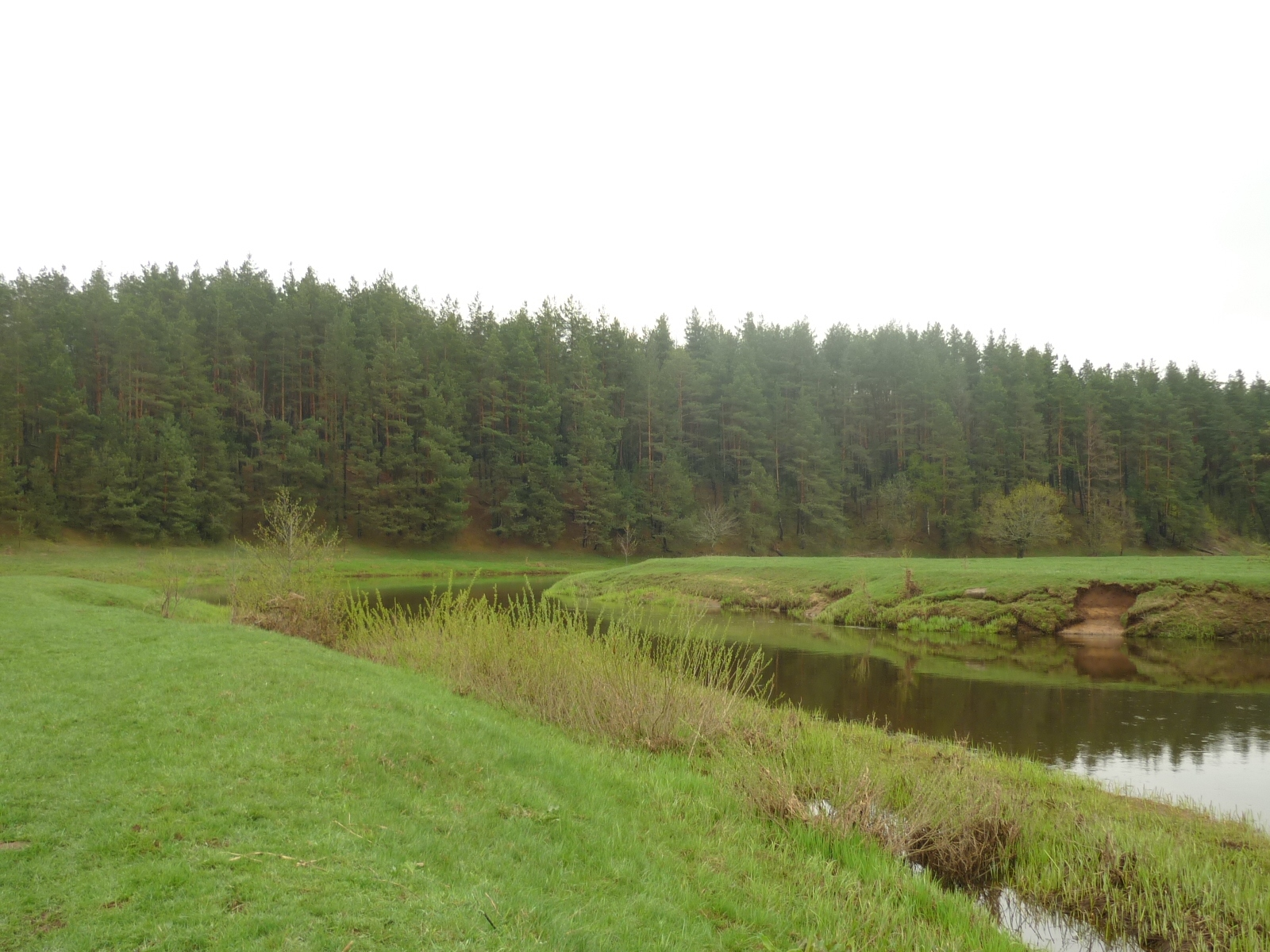
普羅尼亞河

普羅尼亞河（白俄羅斯語：Проня）是白俄羅斯的河流，屬於索日河的右支流，由維捷布斯克州和莫吉廖夫州負責管轄，河道全長172公里，流域面積4,910平方公里，發源自斯摩棱斯克高地，每年十一月至翌年三月結冰，河畔城鎮有戈爾基和戈爾基。